# Jean-Paul Maunick
Jean-Paul Maunick, noto anche con lo pseudonimo di Bluey (Mauritius, 19 febbraio 1957), è un musicista e produttore discografico britannico.
Ha guidato la band britannica acid jazz Incognito sin dalla sua formazione nel 1979. Con gli Incognito, ha pubblicato quindici album in studio, oltre a numerosi album dal vivo, album di remix e compilation. Prima di formare gli Incognito, Bluey è stato un membro originale del gruppo Light of the World.
Come produttore discografico ha lavorato con artisti come Paul Weller, George Benson, Maxi Priest e Terry Callier; ha collaborato anche con Stevie Wonder .
Maunick ha formato gli STR4TA con Gilles Peterson e ha pubblicato l'album Aspects per l'etichetta Brownswood Recordings di Peterson nel marzo 2021

## Carriera da solista
Ha pubblicato il suo album di debutto da solista Leap of Faith nel marzo 2013. Neil Kelly di PopMatters ha detto dell'album: "Una creazione senza dubbio ascoltabile, Bluey ha mescolato i suoni soul-jazz infusi nei club che lo hanno reso famoso con la sensibilità di un anziano statista, quale è."

## Vita privata
È il figlio del poeta mauriziano Edouard Maunick e Armande Mallet. È nato a Mauritius e si è trasferito nel Regno Unito quando aveva nove anni.

## Discografia

### Album in studio
| Anno | Titolo                 | Etichetta | Appunti       |
| ---- | ---------------------- | --------- | ------------- |
| 2009 | First Protocol         | Dome CD   | con Tony Remy |
| 2013 | Leap of Faith          | Shanachie |               |
| 2015 | Life Between the Notes | Shanachie |               |
| 2020 | Tinted Sky             | Shanachie |               |

### EP
| Anno | Titolo            | Etichetta                | Appunti |
| ---- | ----------------- | ------------------------ | ------- |
| 2017 | Rhodes to Fovever | Splash Music Productions | [ 5 ]   |

### Gli album Citrus Sun
| Anno | Titolo                     | Etichetta             | Appunti |
| ---- | -------------------------- | --------------------- | ------- |
| 2001 | Another Time Another Space | Heads Up              |         |
| 2014 | People of Tomorrow         | Dome CD / Bluey Music |         |
| 2018 | Ride Like the Wind         | Dome CD / Bluey Music |         |
| 2020 | Expansions and Visions     | Dome CD / Bluey Music |         |

### Album di Incognito
Vedi discografia degli Incognito